# اتصال کلکتور مشترک

یک ترانزیستور NPN که به صورت آرایش کلکتور مشترک بسته‌شده است.

در الکترونیک برای ساخت تقویت‌کننده از ترانزیستورهای مختلفی استفاده می‌شود که از جملهٔ آن‌ها استفاده از ترانزیستور BJT است، که خود شامل آرایش‌های مختلفی برای اتصال ورودی و خروجی به سه سَر ترانزیستور است. یکی از این آرایش‌ها، آرایش کلکتور مشترک یا امیتر پیرو (به انگلیسی: emitter follower) است. در این روش ورودی به بیس داده می‌شود و خروجی از امیتر دریافت می‌شود و پایه کلکتور بین ورودی و خروجی مشترک است، ازاین‌رو به آن کلکتور مشترک می‌گویند.

یک ترانزیستور PNP که به صورت آرایش کلکتور مشترک بسته شده است.

## بهره
بهرهٔ این نوع ترانزیستور معمولاً کمی کمتر از یک است. به همین دلیل معمولاً به عنوان یک بافر در نظر گرفته می‌شود. بنابراین امیتر (خروجی) هم‌فاز و تقریبا برابر بیس (ورودی) است و آن را دنبال می‌کند، ازاین رو به آن امیتر پیرو می‌گویند
{\displaystyle {A_{\mathrm {v} }}={v_{\mathrm {out} } \over v_{\mathrm {in} }}\approx 1}

## مقاومت ورودی و خروجی
مقاومت دیده شده از ورودی به شکل زیر خواهد بود:
{\displaystyle r_{\mathrm {in} }\approx \beta _{0}R_{\mathrm {E} }}
مقاومت دیده شده از خروجی به شکل زیر خواهد بود:
{\displaystyle r_{\mathrm {out} }\approx {R_{\mathrm {E} }}\|{R_{\mathrm {source} } \over \beta _{0}}}
که به صورت ساده‌تر می‌توان آن را به صورت زیر نوشت:

یک کاربرد عملی از آرایش کلکتور مشترک

{\displaystyle r_{\mathrm {out} }\approx {R_{\mathrm {source} } \over \beta _{0}}}
چراکه بتا معمولاً عدد بزرگی است.

## مشخصات
|              | تعریف                                                                               | مقدار | مقدار تقریبی                                                                     | شرایط تقریب                                                                          |
| ------------ | ----------------------------------------------------------------------------------- | --- | -------------------------------------------------------------------------------- | ------------------------------------------------------------------------------------ |
| بهره جریان   | {\displaystyle {A_{\mathrm {i} }}={i_{\mathrm {out} } \over i_{\mathrm {in} }}}     | {\displaystyle \beta _{0}+1\ }                                                                             | {\displaystyle \approx \beta _{0}}                                               | {\displaystyle \beta _{0}\gg 1}                                                      |
| بهره ولتاژ   | {\displaystyle {A_{\mathrm {v} }}={v_{\mathrm {out} } \over v_{\mathrm {in} }}}     | {\displaystyle {g_{m}R_{\mathrm {E} } \over g_{m}R_{\mathrm {E} }+1}}                                      | {\displaystyle \approx 1}                                                        | {\displaystyle g_{m}R_{\mathrm {E} }\gg 1}                                           |
| مقاومت ورودی | {\displaystyle r_{\mathrm {in} }={\frac {v_{\mathrm {in} }}{i_{\mathrm {in} }}}}    | {\displaystyle r_{\pi }+(\beta _{0}+1)R_{\mathrm {E} }\ }                                                  | {\displaystyle \approx \beta _{0}R_{\mathrm {E} }}                               | {\displaystyle (g_{m}R_{\mathrm {E} }\gg 1)\wedge (\beta _{0}\gg 1)}                 |
| مقاومت خروجی | {\displaystyle r_{\mathrm {out} }={\frac {v_{\mathrm {out} }}{i_{\mathrm {out} }}}} | {\displaystyle R_{\mathrm {E} }\parallel \left({r_{\pi }+R_{\mathrm {source} } \over \beta _{0}+1}\right)} | {\displaystyle \approx {1 \over g_{m}}+{R_{\mathrm {source} } \over \beta _{0}}} | {\displaystyle (\beta _{0}\gg 1)\wedge (r_{\mathrm {in} }\gg R_{\mathrm {source} })} |

که در آن {\displaystyle R_{\mathrm {source} }\ }، مقاومت معادل تونن است.

## مدل سیگنال کوچک
در الکترونیک معمولاً این نوع مدارها را به دو شیوه تحلیل و بررسی می‌کنند: 

مدل هایبرید پای مدار شکل بالا

همان مدار شکل قبل که یک منبع آزمون برای پیداکردن مقدار مقاومت خروجی به آن اضافه شده است.

1. سیگنال بزرگ (سیگنال ورودی بزرگ است و مدل خطی‌شده قابل استفاده نیست)
2. سیگنال کوچک (سیگنال ورودی کوچک است و مدل خطی‌شده قابل استفاده است)

با فرض سیگنال کوچک مدل خطی‌شده تقویت‌کننده در شکل روبرو نشان داده شده با نوشتن کی‌سی‌ال در گره خروجی (vout) داریم:
{\displaystyle (\beta +1){\frac {v_{\mathrm {in} }-v_{\mathrm {out} }}{R_{\mathrm {S} }+r_{\pi }}}=v_{\mathrm {out} }\left({\frac {1}{R_{\mathrm {L} }}}+{\frac {1}{r_{\mathrm {O} }}}\right)\ .}
با بازنویسی ولتاژ خروجی نسبت به ورودی در عبارت بالا می توان بهره را به صورت زیر نوشت:
{\displaystyle A_{\mathrm {v} }={\frac {v_{\mathrm {out} }}{v_{\mathrm {in} }}}={\frac {1}{1+{\frac {R}{R_{\mathrm {E} }}}}}\ .}
که در اینجا:
{\textstyle {\frac {1}{R_{\mathrm {E} }}}={\frac {1}{R_{\mathrm {L} }}}+{\frac {1}{r_{\mathrm {O} }}}}
{\textstyle R={\frac {R_{\mathrm {S} }+r_{\pi }}{\beta +1}}\ .}
همچنین مقاومت ورودی را می‌توان به شکل زیر نوشت:
{\displaystyle R_{\mathrm {in} }={\frac {v_{\mathrm {in} }}{i_{\mathrm {b} }}}={\frac {R_{\mathrm {S} }+r_{\pi }}{1-A_{\mathrm {v} }}}\ }
{\displaystyle =\left(R_{\mathrm {S} }+r_{\pi }\right)\left(1+{\frac {R_{\mathrm {E} }}{R}}\right)\ }
{\displaystyle =R_{\mathrm {S} }+r_{\pi }+(\beta +1)R_{\mathrm {E} }\ .}
با قرار دادن یک منبع جریان آزمون (همان‌طور که در شکل روبرو نشان داده شده‌است) می‌توان مقاومت خروجی را به شکل زیر پیدا کرد:
{\displaystyle R_{\mathrm {out} }={\frac {v_{\mathrm {x} }}{i_{\mathrm {x} }}}\ .}
با استفاده از قانون اهم خواهیم داشت:
{\displaystyle (\beta +1)i_{\mathrm {b} }=i_{\mathrm {x} }-{\frac {v_{\mathrm {x} }}{R_{\mathrm {E} }}}\ ,}
{\displaystyle v_{\mathrm {x} }=i_{\mathrm {b} }\left(R_{\mathrm {S} }+r_{\pi }\right)\ .}
با استفاده از مقادیر بدست آمده می‌توان مقاومت خروجی را به شکل زیر بازنویسی کرد:
{\displaystyle R_{\mathrm {out} }={\frac {v_{\mathrm {x} }}{i_{\mathrm {x} }}}=R\parallel R_{\mathrm {E} }\ ,}